# Antoine Flachat
Pour les articles homonymes, voir Flachat.
Antoine Flachat est un prêtre et homme politique français né le 19 juin 1725 à Saint-Chamond (Loire) et décédé le 25 avril 1803 au même lieu.
Curé de la paroisse Notre-Dame de Saint-Chamond, il était le prédicateur de Stanislas Leczinski. Il est député du clergé aux États généraux de 1789 pour la sénéchaussée de Lyon.

## Sources
- « Antoine Flachat », dans Adolphe Robert et Gaston Cougny, Dictionnaire des parlementaires français, Edgar Bourloton, 1889-1891 [détail de l’édition]